# 海南素馨
海南素馨（学名：Jasminum ligustrioides）为木犀科素馨属的植物。分布在中国大陆的海南等地，见于灌丛、低海拔的疏林和沙地，目前尚未由人工引种栽培。